# 리쿤쩌
리쿤쩌(중국어 정체자: 李昆澤, 병음: Lî Kūnzé, 한자음: 이곤택, 1964년 4월 29일 ~ )는 타이완의 정치인으로, 2005년부터 가오슝시 제6, 8~11선거구 입법위원으로 활동해 왔다. 